# John Steen Olsen
John Steen Olsen (født 4. januar 1943)  er en tidligere fodboldspiller og nuværende fodboldtalentspejder fra Danmark.

## Aktiv karriere
John Steen Olsen spillede for Hvidovre IF i klubbens storhedstid i 1960'erne. Efterfølgende blev han professionel og spillede i flere hollandske klubber, hvor særligt opholdet i FC Utrecht 1970-74 var en succes, idet han spillede 126 kampe og scorede 21 mål. 
På det danske landshold blev det til 17 kampe og tre mål

### Talentspejder
Han har blandt andet scoutet stjerner som Zlatan Ibrahimovic, Viktor Fischer, Christian Eriksen, Michael Laudrup og senest Kasper Dolberg til Ajax Amsterdam.